# Topsentia ophiraphidites
Topsentia ophiraphidites är en svampdjursart som först beskrevs av de Laubenfels 1934.  Topsentia ophiraphidites ingår i släktet Topsentia och familjen Halichondriidae.
Artens utbredningsområde är Puerto Rico. Inga underarter finns listade i Catalogue of Life.